# Platystrophia
Платистрофия (лат. Platystrophia) — род вымерших брахиопод из класса Rhynchonellata. Найдены в отложениях ордовикского и силурийского периодов (485,4—419,2 млн лет назад) Русской платформы, Среднего Урала, остальной Евразии, Северной и Южной Америк.

## Описание
Типовой вид — Platystrophia biforatus (Schlotheim, 1820) из ордовика северной Германии, изначально описан как Terebratulites biforatus. Платистрофии имели кальцитовую спирифероподобную раковину с гранулированной, рифлёной поверхностью. Отпечатки закрывателей широкие, открывателей — удлинённые. Задние закрыватели большие, отделены от передних низкими валиками, расположенными под прямым углом к срединному валику. Замочный отросток простой; срединная септа достигает середины створки.
Подобно другим замковым брахиоподам, платистрофии имели слепую пищеварительную систему (лишённую анального отверстия).

## Образ жизни
Прикрепленный бентос. Платистрофия обычно обитала в морской известковой грязи и песках.

## Классификация
По данным сайта Paleobiology Database, на сентябрь 2018 года в род включают следующие вымершие виды:
- Orthis (Platystrophia) cypha James, 1874
- Orthis (Platystrophia) laticosta James, 1871
- Orthis (Platystrophia) laticosta profundosulcata Meek, 1873
- Platystrophia acutilirata Conrad, 1842
- Platystrophia amoena McEwan, 1919
- Platystrophia annieana Foerste, 1910
- Platystrophia anomala Hiller, 1980
- Platystrophia baltica Zuykov & Harper, 2007
- Platystrophia biforatus (Schlotheim, 1820)typus
- Platystrophia caelata Williams, 1974
- Platystrophia chama Eichwald, 1861
- Platystrophia clarksvillensis Foerste, 1910
- Platystrophia colbiensis Foerste, 1910
- Platystrophia costata Pander, 1830
- Platystrophia costatus Pander, 1830
- Platystrophia crassoplicata Alichova, 1951
- Platystrophia crassoplicata rava Oraspold, 1956
- Platystrophia cypha James, 1874
- Platystrophia dentata Pander, 1830
- Platystrophia dentata triata Oraspold, 1956
- Platystrophia elegantula McEwan, 1919
- Platystrophia extensa McEwan, 1920
- Platystrophia hongueda Li & Copper, 2006
- Platystrophia hopensis Foerste, 1910
- Platystrophia humilis Oraspold, 1959
- Platystrophia laticosta James, 1871
- Platystrophia lutkevichi Alikhova, 1951
- Platystrophia lutkevichi satura Oraspold, 1959
- Platystrophia lynx Eichwald, 1830
- Platystrophia lynx lynx Alikhova, 1953
- Platystrophia orbiculata Oraspold, 1959
- Platystrophia pogrebovi Zuykov & Harper, 2007
- Platystrophia ponderosa Foerste, 1909
- Platystrophia profundosulcata Meek, 1873
- Platystrophia putilovensis Zuykov, 1999
- Platystrophia quadriplicata Alikhova, 1951
- Platystrophia saxbyensis Oraspold, 1959
- Platystrophia scotica Williams, 1962
- Platystrophia tramorensis Liljeroth et al., 2017
- Platystrophia trentonensis McEwan, 1919